# Union of Orthodox Hebrew Congregations
La Union of Orthodox Hebrew Congregations (UOHC - Unione delle congregazioni ebraiche ortodosse) dell'Inghilterra fu fondata nel 1926 con la dichiarata missione di "proteggere l'Ebraismo tradizionale". Agisce come organizzazione generale della comunità ebraica Haredi a Londra e comprende oltre cento sinagoghe e istituzioni educativo/formative. È responsabile di tutte le aree della vita ebraica haredi a Londra. Le sue istituzioni includono, tra le altre, Stamford Hill, Golders Green, Hendon e Edgware.